# Onze korte zomer
Onze korte zomer is een hoorspel van Stig Dagerman. Unser kurzer Sommer werd op 6 september 1970 door de Südwestfunk uitgezonden. De NCRV zond het uit op maandag 31 mei 1976, van 22:19 uur tot 23:00 uur. De regisseur was Johan Wolder.

## Rolbezetting
- Cocki Boonstra (Eva)
- Gees Linnebank (Adamsson)
- Joost Prinsen (Gabrielsson)
- Wim Kouwenhoven (de president)
- Hans Veerman (de officier van justitie)
- Peter Aryans (Dr. Herfstman)
- Broes Hartman (de leraar)
- Olaf Wijnants (Carl-Hugo, een schooljongen)

## Inhoud
Ongewoon opgewekt, maar ook weemoedig, parodistisch en satirisch toont zich de auteur in deze komediantische zomer-etude. Eva en Adamsson kennen de begrippen zomer en winter niet, ze genieten in onafgebroken levensvreugde van een permanent lieflijk seizoen. Als in een prentenboek wordt door het zomerleven van het paradijselijke paar gebladerd. Het einde van deze zomer wordt aangekondigd door een staatsommissie, die de liefdesidylle met bureaucratische middelen te lijf gaat en er desillusionerend een einde aan wil maken…